# Illa de Sant Mateu
L'Illa de Sant Mateu (en anglès: St. Matthew Island) és una illa remota a la Mar de Bering, a Alaska, a 295 km a l'oest-nord-oest de l'illa Nunivak. Tot el paisatge natural de l'illa està protegit, ja que forma part de la unitat de la Mar de Bering del Refugi de la fauna marítima d'Alaska (Alaska Maritime National Wildlife Refuge).
L'illa té una superfície terrestre de 357,05 km², convertint-la en la 43a illa més gran dels Estats Units. El punt més al sud és Cape Upright, que presenta penya-segats que superen els 300 m. Altures similars es troben al Cap de la Glòria de Rússia al nord. El punt més alt, a 450 m sobre el nivell del mar, es troba al sud del centre de l'illa.
Hi ha una petita illa al nord-oest anomenada illa Hall. L'estret de 5 km d'ample entre ambdues illes s'anomena estret de Sarichef. Un petit illot rocós anomenat Pinnacle Rock es troba a 15 km al sud de l'illa de Sant Mateu.

## Població
Actualment l'illa es troba deshabitada.
El primer intent d'assentament registrat es va produir el 1809, quan un grup rus liderat per Demid Il·lix Kulikalov, de la Companyia Ruso-Americana, va establir un lloc avançat experimental.
La Guàrdia Costanera dels Estats Units d'Amèrica va mantenir una estació permanent a l'illa durant els anys quaranta del segle passat.
Una expedició a l'illa el 2013 va demostrar que, malgrat la manca de població, àmplies zones de platja estaven fortament contaminades amb plàstic, particularment de la indústria pesquera.